# Боголєпов Михайло Іванович
Миха́йло Іва́нович Боголє́пов  (*21 січня 1879 — †7 серпня 1945) — російський радянський економіст, спеціаліст з фінансових питань, член-кореспондент АН СРСР (з 1939).
Закінчив Томський університет (1903), працював у Томському і Петербурзькому університетах, пізніше в Москві. Після Жовтневого перевороту науково-педагогічну діяльність поєднував з роботою в радянських економічних органах, зокрема в Держплані СРСР.

## Праці
Найвизначніші праці:
- 1910 — «Державний борг (До теорії державного кредиту)»
- 1914 — «Війна, фінанси і народне господарство»
- 1922 — «Паперові гроші»
- 1945 — «Радянська фінансова система» () та інші.